# Anguis colchica
Espèce
Synonymes
- Otophis eryx var. colchica Nordmann, 1840
- Anguis incerta Krynicki, 1837
- Anguis orientalis Anderson, 1872

Anguis colchica est une espèce de sauriens de la famille des Anguidae.

## Répartition
Cette espèce se rencontre en Bulgarie, Roumanie, en Slovaquie, en Tchéquie, en Pologne, en Lituanie, en Russie, en Géorgie et en Iran.

## Taxinomie
Cette espèce a longtemps été considérée comme une sous-espèce de Anguis fragilis. Elle est désormais considérée comme une espèce distincte.
Gvoždík et al. distinguent six groupes génétiques dans Anguis : Anguis cephallonica, Anguis fragilis, Anguis graeca, Anguis colchica colchica, Anguis colchica incerta et Anguis colchica orientalis.

## Publication originale
- Nordmann, 1840 : Notice sur les reptiles de la faune pontique. Voyage dans la Russie méridionale et la Crimée, par la Hongrie, la Valachie et la Moldavie, exécuté en 1837, sous la direction de M. Anatole de Demidoff, par MM. de Sainson, le Play, Huot, Léveillé, Raffet, Rousseau de Nordmann et du Ponceau; dédié à S. M. Nicolas 1er, Empereur de toutes les Russies.